# Rama (Volk)
Die Rama sind ein indigenes Volk in Nicaragua. 

## Kultur
Die etwa 900 Rama leben von der Jagd, vom Fischfang sowie dem Anbau von Bananen und weißem Kakao. Die Sprache der Rama gehört zur Familie der Chibcha-Sprachen. Sie ist beinahe ausgestorben und wird nur noch von etwa zwei Dutzend älteren Menschen fließend beherrscht. Der Verlust der Sprache zugunsten eines englischbasierten Creolisch ist unter anderem auf das Eintreffen von Missionaren der evangelikalen Herrnhuter Brüdergemeine (Moravian Church, Herrnhuter Missionskirche) in der Mitte des 19. Jahrhunderts zurückzuführen.

## Politische Situation
Die Rama befinden sich seit langem in einem Streit mit der Regierung Nicaraguas über den durch US-amerikanische Unternehmen geplanten Bau einer Canal Seco genannten Eisenbahn-Strecke, welche durch Rama-Gebiet verlaufen soll. Einige Entwürfe zum Nicaragua-Kanal verlaufen ebenfalls durch deren Gebiet. Zudem wehren sich die Rama gegen die Spekulationsgeschäfte ausländischer Konzerne, welche ihnen ihre traditionellen Nutzungsrechte zu entziehen drohen. In der Folge kam es auch zu gewaltsamen Ausschreitungen.